# Virgin Express
NV Virgin Express SA — ныне недействующая бельгийская авиакомпания, находившаяся в составе Virgin Group. Выполняла рейсы в основном в Южную Европу из аэропорта Брюсселя, там где авиакомпания и базировалась.
Авиакомпания объединилась с SN Brussels Airlines и образовала Brussels Airlines, которая начала свою деятельность 25 марта 2007 года. Главный офис Virgin Express находился в здании 116 аэропорта Брюсселя в Завентеме, Бельгия, недалеко от Брюсселя.

## История
Virgin Express была основана 23 апреля 1996 года, когда Virgin Group (с председателем правления Ричардом Брэнсоном) выкупила бельгийскую туристическую авиакомпанию EBA — EuroBelgian Airlines, основанную Виктором Хассоном и Жоржем Гутельманом, и переименовала её в Virgin Express.
Вскоре авиакомпания сосредоточилась на малобюджетных регулярных рейсах из своего узлового аэропорта в Брюсселе и стала основным конкурентом государственной авиакомпании Sabena, а затем и SN Brussels Airlines.
В октябре 2004 года Virgin Group продала свои активы SN Brussels Airlines, и обе авиакомпании были интегрированы в материнскую холдинговую компанию SN Airholding, возглавляемую виконтом Этьеном Давиньоном.
31 марта 2006 года SN Brussels Airlines и Virgin Express объявили о слиянии в единую компанию, получившую название Brussels Airlines.
Brussels Airlines начала выполнять дальнемагистральные направления и укрепила свои позиции в Африке.

## Флот

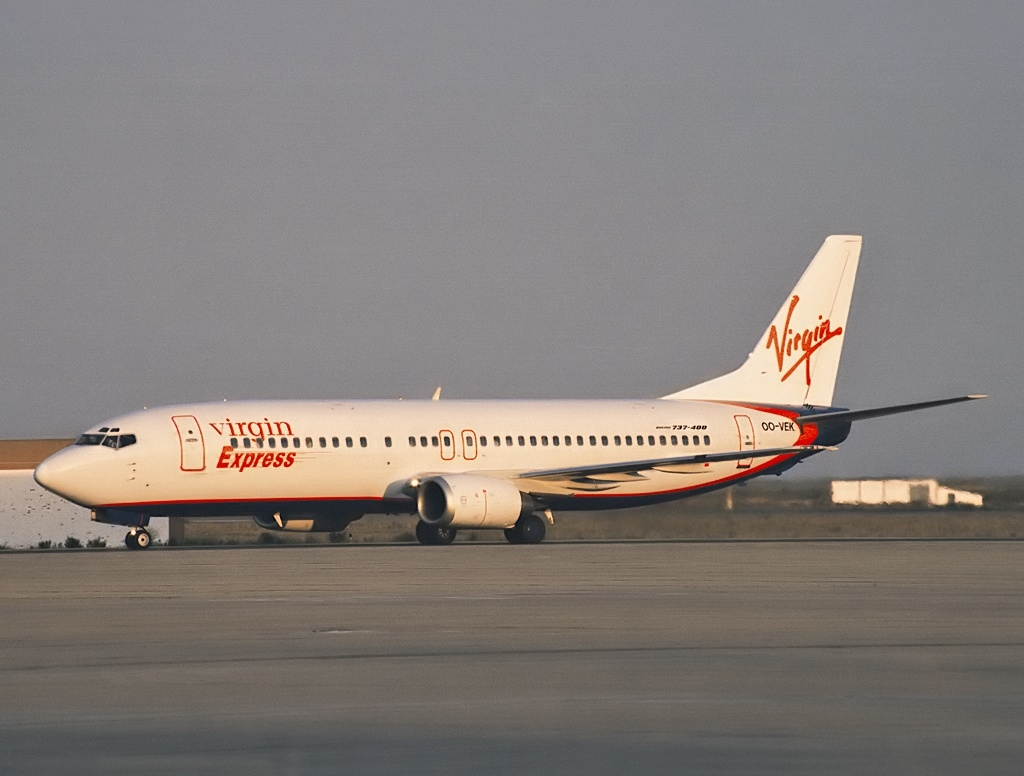
Boeing 737-400 Virgin Express припаркован в аэропорту Фару в 1999 году.

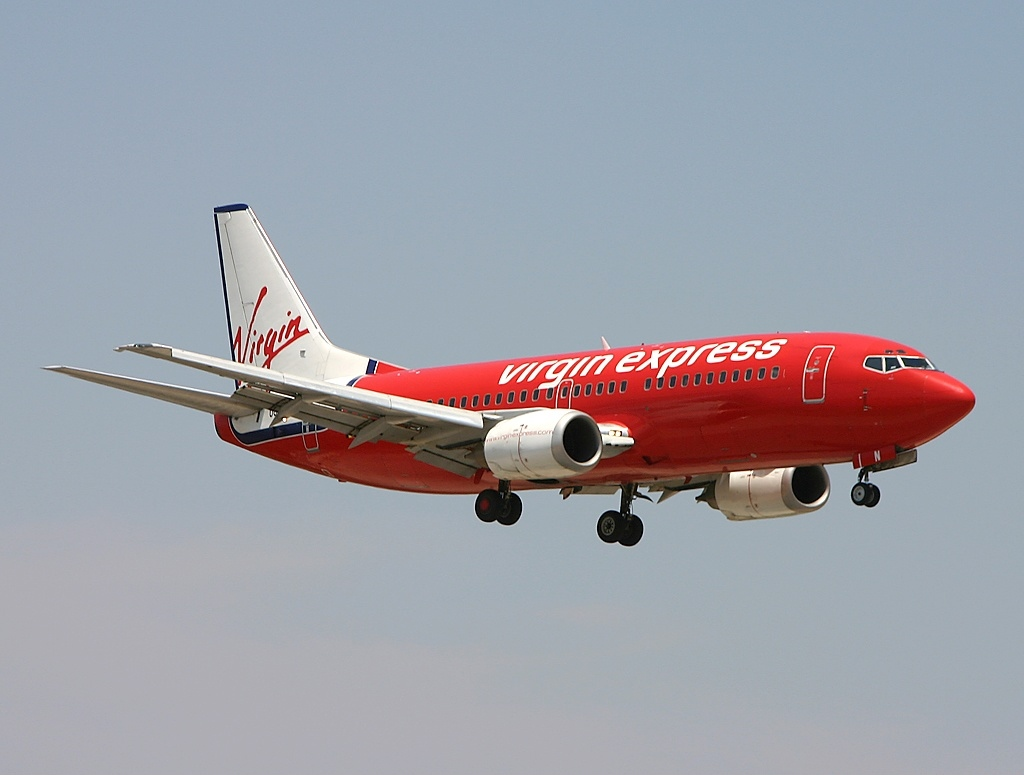
Боинг 737-300 Virgin Express приземляется в аэропорту Фару в 2005 году.

Флот Virgin Express состоял из следующих самолётов (по состоянию на август 2006):
| Тип ВС         | Количество | Заказано | Количество мест | Примечания |
| -------------- | ---------- | -------- | --------------- | ---------- |
| Boeing 737-300 | 5          | —        | 142             |            |
| Boeing 737-400 | 5          | —        | 164             |            |
| Всего          | 10         | 0        |                 |            |

Три Boeing 737-300 (OO-VEX, OO-VEG и OO-VEH) были оснащены винглетами (март 2007). На пике своего развития авиакомпания эксплуатировала не более 26 самолётов модели Boeing 737 и получила первый сертификат эксплуатанта Объединённого авиационного управления, выданный Бельгийскими властями гражданской авиации.
После слияния, все десять самолётов Virgin Express перешли к Brussels Airlines. С тех пор авиакомпания прекратила использование самолётов Boeing 737. Virgin Express также ранее эксплуатировала следующие типы самолётов:
| Тип ВС                     | Всего | Год ввода | Год вывода | Примечания                                            |
| -------------------------- | ----- | --------- | ---------- | ----------------------------------------------------- |
| Airbus А320-200            | 1     | 1997      | 1997       | Взят в лизинг у Constellation International Airlines. |
| Boeing 737-200             | 2     | 1997      | 1997       | Взят в лизинг у AirFoyle Passenger Airlines.          |
| Lockheed L-1011 Tristar    | 1     | 1998      | 1998       | Взят в лизинг у Aer Turas                             |
| McDonnell Douglas DC-10-30 | 1     | 1998      | 1998       | Использовался для летних чартерных рейсов             |